# El Cortès del Pi
El Cortès del Pi és una masia de Súria (Bages) protegida com a Bé Cultural d'Interès Local.

## Descripció
Conjunt situat al costat oriental de la carretera en direcció a Castelladral, al punt quilomètric 4,1, proper al Turó del Cortès del Pi. Es tracta d'un conjunt d'edificis, entre els quals destaca l'edificació principal dedicada a l'habitatge. Aquesta presenta planta rectangular i murs de maçoneria travats amb morter de calç. A la façana principal, es poden veure uns antics assecadors cegats. A l'altre costat de la carretera una pallissa ocupa el lloc on fa anys havia una casa veïna: "cal Passavant".